# James McMillin
James Burge "Jim" McMillin (ur. 3 września 1914 w Seattle, zm. 22 sierpnia 2005 w Bremerton) – amerykański wioślarz i inżynier, złoty medalista olimpijski.
Wystąpił na igrzyskach olimpijskich w Berlinie w 1936, gdzie reprezentanci USA w składzie: Herbert Morris, Charles Day, Gordon Adam, John White, James McMillin, George Hunt, Joe Rantz, Donald Hume i Robert Moch (sternik) zdobyli złoty medal w ósemkach. W finale o 0,6 sekundy wyprzedzili osadę Królestwa Włoch, a o 1 sekundę wyprzedzili osadę III Rzeszy. Był to jego jedyny start olimpijski.
Kształcił się na University of Washington, uzyskując dyplom inżyniera. Pracował między innymi w koncernie Boeing. Wcześniej był trenerem wioślarstwa na Massachusetts Institute of Technology. Z powodu dużego wzrostu (ponad 200 cm) nie został przyjęty do służby wojskowej po wybuchu II wojny światowej.